# بری، ایرلند
شهر بری (به انگلیسی: Bray) با جمعیت ۲۶٫۹۸۵ نفر در شهرستان ویکلو در کشور جمهوری ایرلند واقع شده‌است.

## نگارخانه

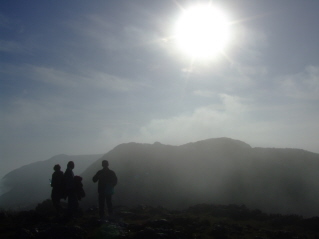
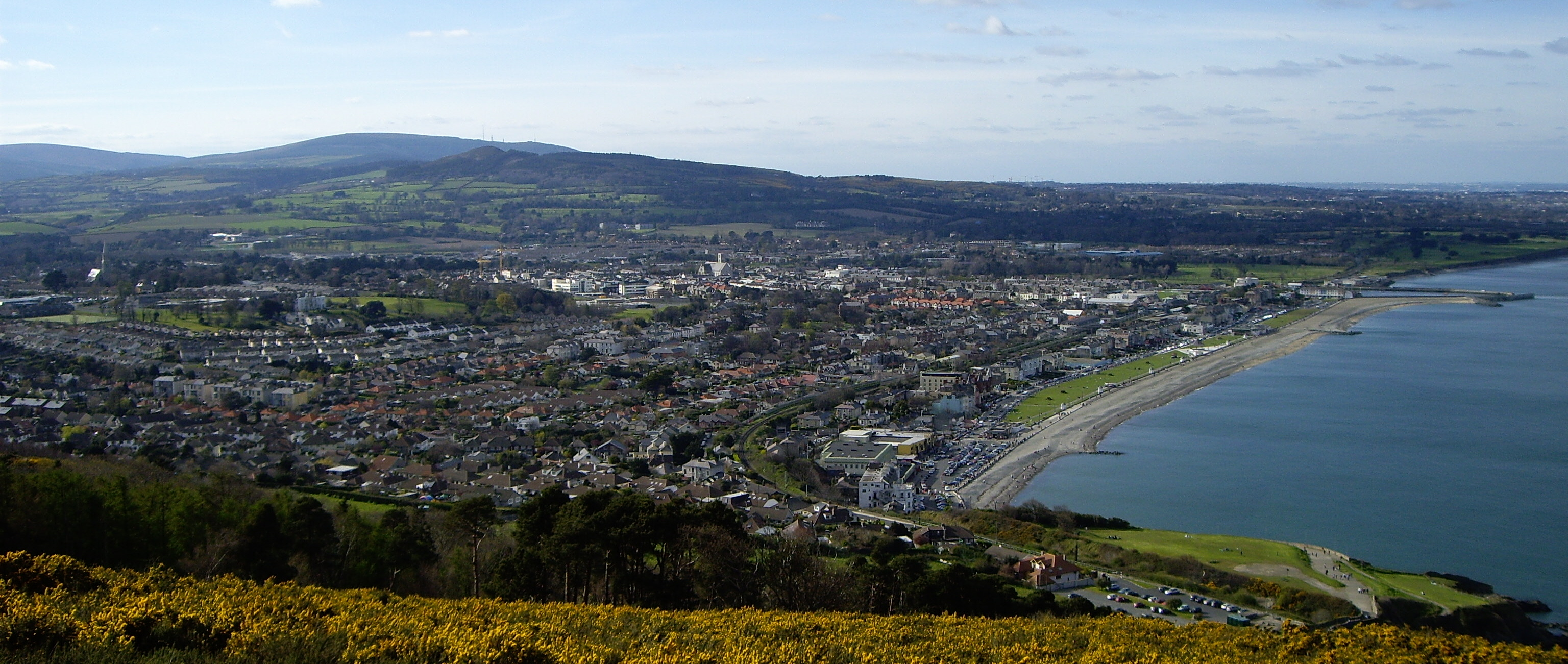
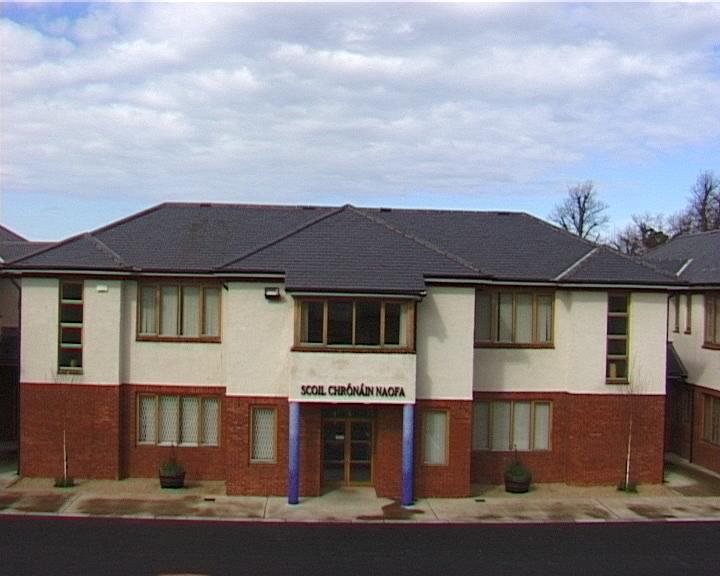